# Thomas Sandkühler
Thomas Sandkühler, född 1962 i Münster, är en tysk historiker. Han är professor i historiedidaktik vid Humboldt-Universität zu Berlin.